# Dwangwa
Dwangwa – rzeka w Malawi, dopływ jeziora Niasa. Liczy 160 km.
Jej źródła znajdują się w Parku Narodowym Kasungu, w centralnej równinie Malawi. Płynie w kierunku północno-wschodnim kierunku. Rzeka wpływa do jeziora przez wąwóz. Płynie również przez Bagno Bana.
Dwangwa jest wykorzystywana do nawadniania i elektrowni wodnych. W wodach tej rzeki poławiane są krewetki.